# Entoloma calaminare
Entoloma calaminare är en svampart som beskrevs av Noordel. 1984. Entoloma calaminare ingår i släktet Entoloma och familjen Entolomataceae.  Artens status i Sverige är: Ej påträffad. Inga underarter finns listade i Catalogue of Life.